# Handspring

HandSpring是一家个人数码助理（PDA）及智能手機生產商，現已與Palm合併。
HandSpring曾獲得Palm OS的授权，开发Palm兼容机型，主要为Treo系列，以带硬体键盘的Palm手机闻名。

## 型號
- Visor
- Visor Deluxe
- Visor Prism
- Visor Platinum
- Visor Edge
- Visor Neo
- Visor Pro
- Treo90：无手机功能，彩色、低分、SD扩展，OS4
- Treo180：Palm手机，黑白、低分、无扩展，OS3.5
- Treo270：Palm手机，彩色、低分、无扩展，OS3.5
- Treo300：Palm手机，彩色、低分，CDMA型号，中国国内基本无法使用
- Treo600；Palm手机，彩色、低分、SD扩展，OS5
- Treo650：Palm手机，彩色、高分、蓝牙、可更换电池、SD扩展，OS5。Treo650为Handspring与Palm合并后推出

## 软件
软件部分几乎所有的Palm软件都可以正常使用，另外有一些针对Treo的键盘和手机的特定软件。